# Leonard Allen
Leonard Allen (Port Arthur, 26 febbraio 1963) è un ex cestista statunitense, professionista in Spagna.

## Carriera
Venne selezionato dai Dallas Mavericks al terzo giro del Draft NBA 1985 (50ª scelta assoluta).